# Stéphane Simian
Stéphane Simian (ur. 8 czerwca 1967 w Saint-Symphorien-d’Ozon) – francuski tenisista.

## Kariera tenisowa
Jako zawodowy tenisista Simian startował w latach 1991–1998.
W grze pojedynczej nie wygrał zawodów o randze ATP World Tour, ale osiągnął dwa finały, w 1992 roku w Tel Awiwie oraz w 1996 roku w Rosmalen. Odniósł za to dwa triumfy w cyklu ATP Challenger Tour.
W grze podwójnej Francuz zwyciężył dwa razy w turniejach kategorii ATP World Tour oraz doszedł do jednego finału. Wygrał w Dosze (w parze z Olivierem Delaître) oraz w Seulu (w parze z Kennym Thorne), a w finale był w Coral Springs (w parze z Kenem Flachem). Wszystkie te rezultaty osiągnął w 1994 roku.
W rankingu singlowym Simian najwyżej był na 41. miejscu (19 lipca 1993), a w klasyfikacji deblowej na 56. pozycji (7 listopada 1994).

### Finały w turniejach ATP World Tour
| Nazwa                        |
| ---------------------------- |
| Wielki Szlem                 |
| Igrzyska olimpijskie         |
| ATP Tour World Championships |
| ATP Masters Series           |
| ATP Championship Series      |
| ATP World Series             |

#### Gra pojedyncza (0–2)
| Końcowy wynik | Nr | Data                 | Turniej  | Nawierzchnia | Przeciwnik      | Wynik finału  |
| ------------- | -- | -------------------- | -------- | ------------ | --------------- | ------------- |
| Finalista     | 1. | 18 października 1992 | Tel Awiw | Twarda       | Jeff Tarango    | 6:4, 3:6, 4:6 |
| Finalista     | 2. | 16 czerwca 1996      | Rosmalen | Trawiasta    | Richey Reneberg | 4:6, 0:6      |

#### Gra podwójna (2–1)
| Końcowy wynik | Nr | Data             | Turniej       | Nawierzchnia | Partner          | Przeciwnicy                   | Wynik finału  |
| ------------- | -- | ---------------- | ------------- | ------------ | ---------------- | ----------------------------- | ------------- |
| Zwycięzca     | 1. | 9 stycznia 1994  | Ad-Dauha      | Twarda       | Olivier Delaître | Shelby Cannon Byron Talbot    | 6:3, 7:6      |
| Zwycięzca     | 2. | 24 kwietnia 1994 | Seul          | Twarda       | Kenny Thorne     | Kent Kinnear Sébastien Lareau | 6:4, 3:6, 7:5 |
| Finalista     | 1. | 15 maja 1994     | Coral Springs | Ceglana      | Ken Flach        | Lan Bale Brett Steven         | 3:6, 5:7      |